# La Puerta de Segura
La Puerta de Segura – gmina w Hiszpanii, w prowincji Jaén, w Andaluzji, o powierzchni 97,45 km². W 2011 roku gmina liczyła 2638 mieszkańców.